# Gubernatorstwo Safakis
Gubernatorstwo Safakis (arab. ولاية صفاقس, fr. Gouvernorat de Sfax) – jest jednym z 24 gubernatorstw w Tunezji, znajdujące się we wschodniej części kraju.